# David Gilmour
David Jon Gilmour (n. 6 martie 1946, Cambridge, Anglia) este chitaristul și vocalistul formației Pink Floyd.

## Cariera
Din 1963 până în 1967 cântă în trupele Joker’s Wild și Bullitt. În 1968 intră în Pink Floyd – el interpretând la chitară și cântând cu vocea împreună cu Roger Waters și Richard Wright. În 1978 lansează primul său album solo, intitulat David Gilmour, iar în 1984 avea să lanseze About Face. Un an mai târziu – în 1985, după ce Roger Waters părăsește trupa, Gilmour preia conducerea Pink Floyd și lansează cu trupa albumul A Momentary Lapse of Reason. David Gilmour în 2007 lansează albumul „Remember That Night” pe dvd care este realizat din concertul live în Londra la Royal Albert Hall. Acest ultim album include și piese celebre din era PINK FLOYD. Pentru acest album David colaborează cu Phil Manzanera, Joe Carin dar și cu Richard Wright.

## Stăpânește mai multe instrumente
Deși David Gilmour este cunoscut drept chitarist, are cunoștințe și de chitară bas, baterie, clape; învață să cânte și la saxofon.

## Distincții
În 1996 este inclus în Rock and Roll Hall of Fame, ca membru al formației Pink Floyd.
Revista Rolling Stone îl clasează pe locul 14 în clasamentul celor mai buni chitariști ai tuturor timpurilor. Chiar și așa, solo-ul său de chitară din piesa Comfortably Numb este adesea citat de cei din industria muzicală drept cel mai bun din istorie.

## Live 8 și vânzările
Pe 2 iulie 2005, Gilmour cântă împreună cu Pink Floyd în concertul Live 8. Gestul a determinat creșterea vânzărilor pentru albumul Echoes: The Best of Pink Floyd, cu până la 1343%. Însă toate câștigurile din vânzarea acestui album vor fi donate cauzei Live 8. În plus, pe 6 martie 2006, Gilmour anunță prin intermediul publicației La Repubblica faptul că Pink Floyd nu va mai cânta niciodată live.
Împreună cu formația Pink Floyd, David Gilmour a vândut peste 250 de milioane de discuri în întreaga lume, dintre care peste 73 de milioane doar în S.U.A.

## Discografie
- David Gilmour ( 25 mai 1978 )
- About Face ( 27 martie 1984 )
- On an Island ( 6 martie 2006 )
- Live in Gdańsk ( 22 septembrie 2008 )
- Rattle That Lock (2015)
- Live at Pompeii (2017)
- Luck and Strange (2024)